# Máximo Othón Zayas
Máximo Othón Zayas es un político mexicano, miembro del Partido Acción Nacional desde 2009. Ocupa el cargo de diputado federal de México por el Distrito VII del estado de Sonora. De 2009 a 2011 fue subsecretario técnico del Gobierno del Estado de Sonora. En 2011 fue precandidato del PAN a la Presidencia Municipal de Navojoa.
Durante su estancia en el Congreso de la Unión de México participó en las comisiones de Marina, Asuntos Indígenas, Recursos Hidráulicos y de Minería.

## Controversias
En agosto de 2014, Reporte Indigo publicó un video en línea de dónde varios diputados del PAN, entre ellos Máximo Othón Zayas, se encontraban en una fiesta con bailarinas exóticas en un complejo de lujo en Jalisco. El Secretario General del PAN en Sonora dijo que es imposible sancionar a Máximo Othón por eventos relacionados con su vida privada.